# Anodontia philippiana
Anodontia philippiana är en musselart som först beskrevs av Reeve 1850.  Anodontia philippiana ingår i släktet Anodontia och familjen Lucinidae. Inga underarter finns listade i Catalogue of Life.